# Lettische Badmintonmeisterschaft 1984
Die Lettische Badmintonmeisterschaft 1984 fand in Riga statt. Es war die 21. Auflage der nationalen Titelkämpfe von Lettland im Badminton, zu dieser Zeit noch als Meisterschaft der Sowjetrepublik.

## Titelträger
| Disziplin    | Sieger                             |
| ------------ | ---------------------------------- |
| Herreneinzel | Vladimirs Uļjanovs                 |
| Dameneinzel  | Ginta Skrebele                     |
| Herrendoppel | Vladimirs Uļjanovs Jurijs Uļjanovs |
| Damendoppel  | Ginta Skrebele Dita Reinholde      |
| Mixed        | Aivars Tērauds Ginta Skrebele      |